# Keyseria
Keyseria es un género extinto de terápsido dicinodonto del Pérmico.